# ويليام هنت
ويليام هنت (بالإنجليزية: William Holman Hunt )‏ (و. 1827 – 1910 م) هو رسام، وفنان، من المملكة المتحدة، ولد في لندن، وكان عضوًا في ما قبل الرفائيلية، توفي في لندن، عن عمر يناهز 83 عاماً. كانت كانت الفنانة المعروفة إليزابيث سيدال من النماذج التي أستخدمها الفنان في لوحاته. 

## التعليم
تعلم في الأكاديمية الملكية للفنون.

## الخدمة العسكرية
خدم في الجيش البريطاني.

## روابط خارجية
- ويليام هنت على موقع الموسوعة البريطانية (الإنجليزية)
- ويليام هنت على موقع ميوزك برينز (الإنجليزية)
- ويليام هنت على موقع إن إن دي بي (الإنجليزية)